# Angelina (futebolista)
Angelina Alonso Costantino (Jersey City, 26 de janeiro de 2000), mais conhecida como Angelina, é uma futebolista profissional brasileira que joga como meio-campista. Atualmente no Orlando Pride, time da National Women's Soccer League.

## Carreira de clube

### Começo
Apesar de ter nascido no exterior, Angelina é filha de brasileiros e se mudou ainda muito nova com sua família para o Brasil, aos 4 anos de idade.
Desde de pequena inspirada por seu irmão mais velho que também jogava futebol, ela deu os seus primeiros passos no esporte em uma escolinha perto do local onde morava, chamada Toque do Futuro em Jacarepaguá, na Zona Oeste do Rio de Janeiro.

### Base no Vasco
Mais tarde aos 12 anos após um teste para o Sub-15, ela começou a sua carreira nas categorias de base do Club de Regatas Vasco da Gama, aonde ficou entre 2012 e 2016 conquistando alguns títulos na base.

### Santos
Em 2017, Angelina assinou o seu primeiro contrato profissional com as Sereias da Vila, jogando pelo Santos Futebol Clube, onde fez a sua estreia pelo clube em 17 de maio de 2017 contra a Ponte Preta, vindo do banco de reservas aos 81 minutos na vitória por 2 a 0 em partida válida pelo Campeonato Brasileiro.[carece de fontes?] Angelina marcou seu primeiro gol na carreira no dia 5 de julho de 2017 em uma vitória do time santista por 7 a 0 sobre o Embu das Artes pelo Campeonato Paulista. Angelina disputou um total de 66 partidas, com 4 gols e 3 assistências, além de conquistar os seus primeiros títulos como profissional na carreira, o Brasileiro de 2017 e o Campeonato Paulista de 2018.
No ano de 2019 o último pelo clube alvinegro, ela foi eleita para a seleção do Campeonato Paulista de 2019.

### Palmeiras
Em 2020, Angelina se transferiu para o Palmeiras, fazendo sua estreia em 16 de fevereiro de 2020 contra a Ferroviária. No clube, a meio-campista atuou por apenas uma temporada, com 20 partidas disputadas, 3 gols e 5 assistências. Também foi com a camisa do Verdão que Angelina marcou o seu primeiro hat-trick no dia 11 de novembro de 2020, em uma partida válida pelo Campeonato Paulista contra o Taboão da Serra, na vitória das Palestrinas por 16 a 0.

### Ol Reign
Em janeiro de 2021, Angelina retornou para sua terra natal, os Estados Unidos, para defender as cores do tradicional clube norte-americano OL Reign da National Women's Soccer League. Fez a sua estreia pelo clube em 16 de abril de 2021 contra o Houston Dash pela NWSL Challenge Cup.
Pelo time de Seattle, Angelina atuou por 3 temporadas disputando 36 partidas, marcando 1 gol e distribuindo 3 assistências, além de conquistar a NWSL Shield de 2022.

### Orlando Pride
Para o ano de 2024, após encerrar o seu contrato com o OL Reign, a meio-campista assinou com o Orlando Pride clube do estado da Flórida, aonde se juntou a outras brasileiras Adriana, Luana Bertolucci, Rafaelle Souza e a Rainha Marta. E foi campeã da NWSL e da NWSL Shield do mesmo ano.

## Carreira internacional

### Seleção brasileira de base
Angelina desde seus 14 anos representou o Brasil nas categorias de base, quando recebeu a sua primeira convocação para a Seleção Brasileira Sub-15, pela sub-17 disputou o Sul-americano em 2016 na Venezuela, naquele mesmo ano participou do Mundial Feminino Sub-17 na Jordânia, pela sub-20 disputou o mundial em 2018 na França, na Sub-19 conquistou a CONMEBOL Liga Sul-Americana em fevereiro de 2020, além de ser capitã da seleção Sub-20, ela também venceu o Sul-americano Sub-20 em 2018 no Equador e o Sul-americano Sub-20 em 2020 na Argentina.

### Seleção brasileira principal
Angelina foi convocada pela primeira vez em junho de 2021 pela técnica Pia Sundhage, para os amistosos contra Rússia e Canadá mas não entrou em campo. Sua estreia pela Seleção aconteceu pouco depois, dia 24 de julho de 2021 nos Jogos Olímpicos de 2020 quando entrou no intervalo do jogo, na segunda partida da fase de grupos contra a Holanda no empate por 3 a 3. Logo em seguida na 3ª rodada da fase de grupos, ela fez a sua primeira partida como titular na vitória do Brasil por 1 a 0 contra Zâmbia.
Desde então Angelina se tornou figurinha carimbada nas convocações da técnica sueca, e no dia 17 de setembro de 2021 ela marcou o seu primeiro gol com a camisa da seleção contra a Argentina em um amistoso vencido pelo Brasil por 3 a 1 em Campina Grande.
Em 2022, Angelina foi convocada para a disputa da Copa América Feminina de 2022 na Colômbia, aonde se destacou como uma das melhores jogadoras da Seleção, que se sagrou campeã pela oitava vez em uma final vencida contra as donas da casa por 1 a 0. Nesta final, Angelina saiu lesionada ainda no começo da partida, com uma séria fratura do ligamento cruzado anterior (LCA) que a afastou dos gramados por um longo período.Recuperada da contusão, Angelina foi convocada para participar da sua primeira Copa do Mundo em 2023, após substituir a atacante Nycole Raysla que foi cortada por lesão.
No ano de 2024 a meio-campista disputou a sua segunda olimpíadas da carreira nos Jogos Olímpicos de 2024 em Paris, aonde conquistou a medalha de prata no futebol feminino, em final disputada no Parc des Princes, diante dos Estados Unidos.
Em 2025 conquistou a sua segunda Copa América Feminina da carreira, em torneio disputado no Equador. Angelina como uma das capitãs liderou a seleção brasileira ao seu nono título continental, em uma final emocionante contra as colombianas, que contou ainda com um gol de pênalti e uma assistência fantástica da meio-campista para a rainha Marta, após um 3 a 3 alucinante no tempo regulamentar e com um prorrogação tal qual terminando em 4 a 4, o Brasil se sagrou campeã fazendo 5 a 4 nas penalidades.